# Spring! (pilotavsnitt)
Inför den första säsongen av TV-programmet Spring! genomförde sändningskanalen TV4 en fyra dagar lång pilotserie som tittarna kunde involveras kring. Under dessa dagar fick fyra springarpar (kallade Fredlösa) och två jagarpar (kallade Vargar) genomföra olika moment för att testa programidén. Under tiden kunde tittarna följa projektet genom TV-sändningar i TV4 Play och i sociala medier. Piloten genomfördes mellan den 22 och 24 september 2014.

## Upplägg
Direktsändningarna skedde mellan klockan 10.00 och 17.00 och mellan dessa tider hade de fyra Fredlösa-paren i uppgift att utföra ett uppdrag. Samtidigt hade Vargarna i uppgift att försöka hitta tävlingsparen och försöka smygfilma dem. För att göra det hela rättvist fick de Fredlösa ett par timmars försprång innan Vargarna fick jaga. Om de Fredlösa lyckades hålla sig undan Vargarna och klarade av dagens uppdrag vann de belöningar i form av att få veta nästa destination samt att få dagsvinsten på 500 kronor. Om de dock blev smygfilmade av Vargarna och/eller om de misslyckades med uppdraget förlorade paret sin belöning. När det första tävlingsparet i Fredlösa-gruppen hade lyckats med att lösa uppdraget fick Vargarna veta om senaste position för samtliga fyra Fredlösa-par. Detta genom att varje tävlingspar var uppkopplade mot en webbkarta som fanns i parets utlånade mobiltelefon. Mobiltelefonen hade paret till hjälp för att kunna få in tips från allmänheten via sociala medier (Twitter och Instagram).
Inför piloten meddelades det inte några direkta tävlingsregler som det hade gjorts i exempelvis På rymmen. En nyhet, jämfört med På rymmen, var att de Fredlösa tilläts lifta, vilket man inte fick i På rymmen.

### Uppdrag
Samtliga par fick varje dag ett uppdrag i samma uppdrag. Här nedan syns resvägar och uppdragen.
- Dag 1 (Stockholm → Uppsala): Bilda en mänsklig ring bestående av 50 personer runt en byggnad som är minst 50 år gammal.
- Dag 2 (Uppsala → Gävle): Ta en bild på sig själva med en hund i bakgrunden som tittar åt samma håll. Totalt skulle tio hundar plåtas och av dessa skulle det finnas med minst en labrador retriever, en tysk schäferhund och en golden retriever.
- Dag 3 (Gävle → Sala): Ordna kafferep för 10 pensionärer som är bosatta på orten. De inbjudna skulle vara i åldrarna 65-75 år (således födda mellan åren 1939 och 1949).
- Dag 4 (Sala → Västerås): Dokumentera och fotografera 12 föremål, vilka var bestämda av tävlingsledningen, hemma hos boende på orten. Tävlingsparet skulle finnas med på varje bild.

Den första tävlingsdagen gjordes utan någon direktsändning. De övriga dagarna kunde tittarna följa direktsändningen via TV4 Play.

## Tävlande

### Vargar (Jagare)
| Far & son                                                                                | Bästa vänner                                                                       |
| ---------------------------------------------------------------------------------------- | ---------------------------------------------------------------------------------- |
| - Panagiotis "Panna" Vasiliou, 52 år, Stockholm. - Alexander Vasiliou, 24 år, Stockholm. | - Julia Nordenmark Barcellos, 23 år, Stockholm. - Melina Badejo, 24 år, Stockholm. |

### Fredlösa (Rymmare)
| Systrar                                                              | Sambos                                                          | Väninnor                                                            | Kompisar                                                                      |
| -------------------------------------------------------------------- | --------------------------------------------------------------- | ------------------------------------------------------------------- | ----------------------------------------------------------------------------- |
| - Julia Helleday, 22 år, Göteborg. - Cornelia Helleday, 20 år, Umeå. | - Tommy Nilsson, 28 år, Malmö. - Ronny Ljunggren, 42 år, Malmö. | - Maria Forsman, 45 år, Örebro. - Tiina Magnusson, 49 år, Västerås. | - Alexander Pärleros, 29 år, Stockholm. - Alexander Råland, 30 år, Stockholm. |